# Eaksatha Thanyakam
Eaksatha Thanyakam (thailändisch เอกสถา ธัญญกรรม, * 1. Juli 1979) ist ein ehemaliger thailändischer Fußballspieler.

## Karriere
Eaksatha Thanyakam stand von 2001 bis 2008 bei Army United unter Vertrag. Mit dem Verein aus der thailändischen Hauptstadt Bangkok spielte er in der zweiten Liga, der Thai Premier League Division 1. 2005 wurde er mit dem Verein Meister und stieg in die erste Liga auf. 2009 wechselte er zum Phichit FC. Mit dem Verein aus Phichit spielte er in der dritten Liga, der damaligen Regional League Division 2, in der Northern Region. 2009 wurde er mit Phichit Vizemeister der Region. Die Saison 2011 stand er beim Zweitligisten PTT Rayong FC aus Rayong unter Vertrag. Der Drittligist Udon Thani FC aus Udon Thani verpflichtete ihn die Saison 2012. Der in der dritten Liga spielende Paknampho NSRU FC nahm ihn die Saison 2013 unter Vertrag. Mit dem Verein wurde aus Nakhon Sawan wurde er Ende der Saison Meister der Northern Region. Nach der Meisterschaft wechselte er zum Zweitligisten Phitsanulok FC nach Phitsanulok. Für Phitsanulok spielte er die Hinserie. Die Rückserie stand er für den Bangkoker Erstligisten Air Force Central auf dem Spielfeld. Für die Air Force absolvierte er 16 Spiele in der Thai Premier League. Ende der Saison musste er mit der Air Force in die zweite Liga absteigen. Nach dem Abstieg kehrte er zu seinem ehemaligen Verein Army United zurück. Bis 2016 spielte er mit der Army in der ersten Liga. Ende 2016 musste er mit dem Verein den Weg in die Zweitklassigkeit antreten. Nachdem er noch ein Jahr für die Army in der zweiten Liga gespielt hatte, beendete er Ende 2017 seine Karriere als Fußballspieler.

## Erfolge
Army United
- Thai Premier League Division 1: 2005

Phichit FC
- Regional League Division 2 – North: 2009 (Vizemeister)

Paknampho NSRU FC
- Regional League Division 2 – North: 2013